# دوکمیر
دوکمیر (به صربی: Dokmir) یک روستا در صربستان است که در Ub Municipality واقع شده‌است.
 دوکمیر ۱۶٫۳۸ کیلومتر مربع مساحت و ۴۳۱ نفر جمعیت دارد و ۲۵۱ متر بالاتر از سطح دریا واقع شده‌است.